# Białobrzegi
Białobrzegi (udtale: [bʲawɔˈbʐɛɡʲi])  er en by der ligger i det østlige, centrale Polen, i den sydøstlige del af voivodskabet Masovien (Województwo mazowieckie) og har 6.615(2021) indbyggere og et areal på 7,51 km². Den er administrationsby i powiatet (amt) Białobrzegi. 
Byen ligger på grænsen mellem Białobrzegi-dalen og Radom-sletten, omkring 30 km nordvest for Radom. Floden Pilica løber gennem byen. Białobrzegi ligger i den  historiske region i Masovien, nær grænsen til Lillepolen.

## Historie
Byens historie går tilbage til 1540, hvor kong Sigismund 1. den Gamle tildelte byrettigheder til byen Brzegi, som lå på venstre bred af Pilica, administrativt i Masoviske Voivodesskab i provinsen Storpolen i Kongeriget Polen. På det tidspunkt tilhørte Brzegi en lokal adelskvinde Anna Fałęcka, derefter var det ejendom af andre familier. Byen fik aldrig betydning og forblev et lille centrum, hvis befolkning var involveret i handel og landbrug.